# Charlotte Drake Cardeza
Charlotte Drake Cardeza (Pensilvânia, 10 de abril de 1854 – Pensilvânia, 01 de agosto de 1939) foi uma sobrevivente do naufrágio do RMS Titanic em 1912.

## Início da vida e Titanic
Charlotte nasceu em 10 de abril de 1854. Seu pai, Thomas Drake, era um fabricante de têxteis. De 1874 a 1900, foi casada com James Warburton Martinez Cardeza, com quem teve um filho, Thomas Drake Martinez Cardeza. Em 1912, ela e seu filho estavam retornando para Germantown, Pensilvânia após visitarem um safári na África, embarcando no RMS Titanic em Cherbourg. 

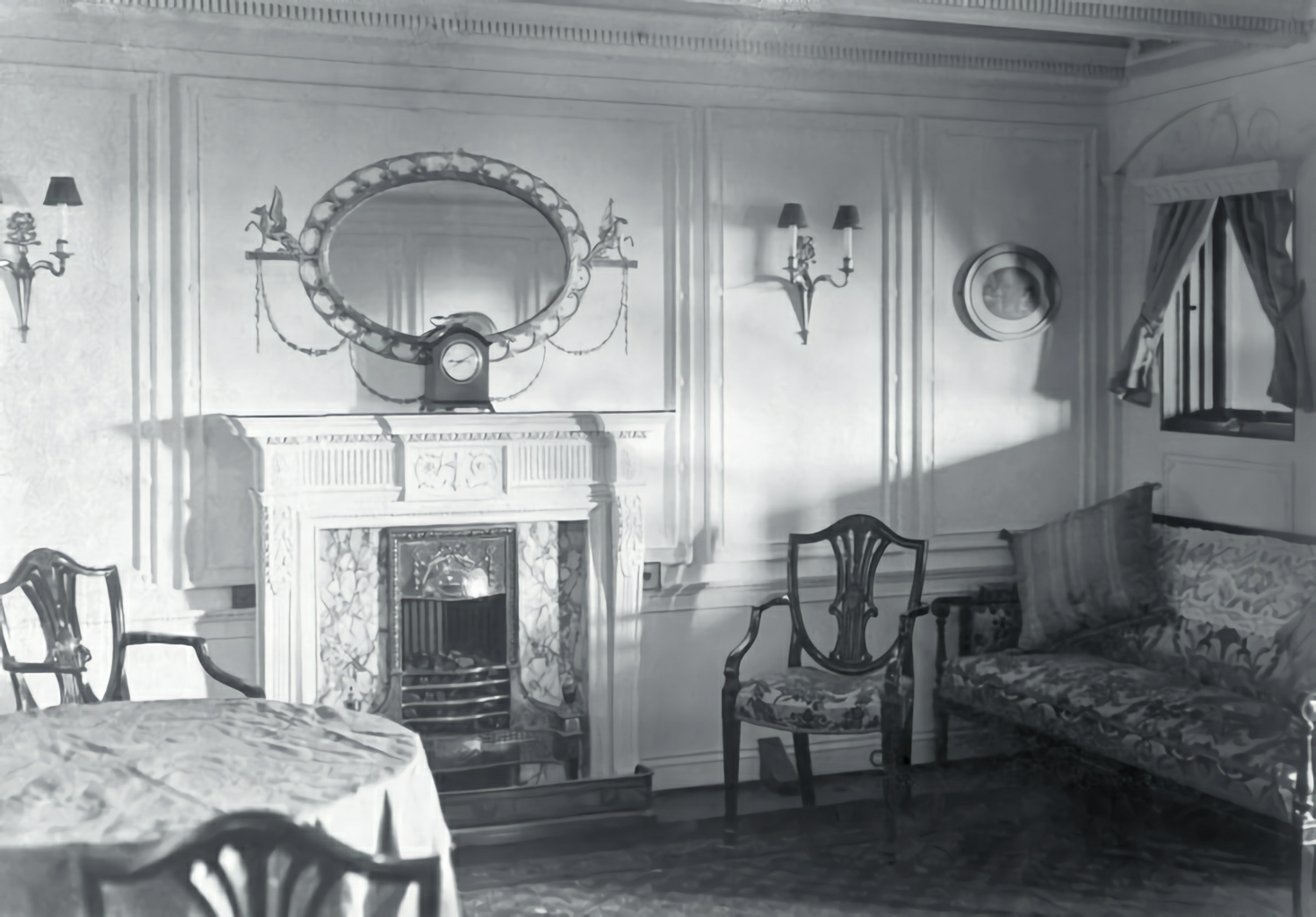
A sala da suíte ocupada por Cardeza.

A bordo do Titanic, Charlotte foi acompanhada pelo seu filho, Thomas, sua empregada, Anna Ward, e seu criado, Gustave Lesuer; todos sobreviveram ao naufrágio do navio. A Sra. Cardeza apresentaria mais tarde um pedido de compensação financeira no valor de £ 36.567 pela perda de suas bagagens. Eles ocuparam uma das suítes mais caras do Titanic (B-51-53-55), com dois quartos, uma sala de estar e um convés de passeio privativo de quinze metros.

## Vida posterior
Ao retornar para Filadélfia, a Sra. Cardeza manteve seus modos peripatéticos, se instalando em Montebello no final da década de 1930. Ela morreu de doença cardíaca em 1 de agosto de 1939.